# Моча (Южный Парк)
«Моча» (англ. Pee) — эпизод 1314 (№ 195) сериала «Южный парк», премьера которого состоялась 18 ноября 2009 года. Эпизод является заключительным в 13-м сезоне сериала.

## Сюжет
В аквапарк приезжают: Стэн, Кайл, Кенни, Джимми, Баттерс и Картман. Их подвозит отец Стэна. Картман предвкушает барахтаться на аттракционе Волна. Но заявляет, что всё было бы идеально, если бы не 2-3 мексиканца, чернокожих, евреев и т. п. (нацменьшинств), стоящих в таком бассейне в прошлом году.
Картман бежит к бассейну и видит, что он весь забит нацменьшинствами. Картман поёт песню о том, как они его достали. Картман выводит теорию, что к 2012 году нацменьшинства захватят мир, и это будет конец света, предсказанный майя. В расстроенных чувствах Картман всё же плавает в бассейнах.
Между тем Кайл, Баттерс, Стэн, Джимми и Кенни разговаривают в бассейне. Кайл говорит: «Я вам покажу, что я дольше всех задерживаю дыхание под водой». Баттерс просится в туалет у ребят. Кайл говорит: «Иди». Баттерс понимает по-своему и мочится в бассейн, чем вызывает крайнее недовольство Кайла, ясное дело — Брофловски не будет нырять в мочу. Баттерс так оправдывает своё поведение: «Ничего не будет, если я один помочусь. Тут же много воды». Джимми признаётся, что облегчился в бассейн 25 секунд назад — Кайл вылезает из бассейна. Он видит как семейная пара залезла в бассейн, и как туда мочится муж, используя отмазку Баттерса.
Тем временем учёные берут пробы воды в бассейне и идут к директору аквапарка, с заключением, что содержание мочи в воде 98 %, при норме 83 %, а потому парк надо закрыть. Директор-венецианец Пипи уверяет, что ничего страшного не будет.
В это время в бассейне мочится маленькая девочка. Происходит мочеизвержение, моча смывает бутафорскую Эйфелеву башню и Статую Свободы. Кенни тонет и плывёт лицом вниз. Картман спасается на своем надувном круге и принимает всё за Конец Света, который предсказали майя. Его спасают нацменьшинства. Он считает, что из белых остался он один и Конец Света выразится в новом мире, где править будут не белые, а нацменьшинства. Картман представляет как его будут дискриминировать на работе и т. п.
Мочеизвержение взволновало военных. Ученые, которые приходили к директору аквапарка, уверяют, что моча вызывает агрессию; в подтверждение этого один из них мочится на обезьяну, и она кричит. «Агрессия!» — кричит главный военный.
Военные и учёные ищут выход, разрабатывают инъекцию и вкалывают её трём обезьянам. Они опять кричат, когда на них мочатся. Военные быстро расстреливают их в головы. Потом они кормят обезьяну бананом, и та уже не кричит, когда на неё мочатся. Военные и учёные считают, что нашли противоядие. Они ищут на ком из людей испытать банан. Вызывается волнующийся Рэнди Марш. Он, понятное дело, молчит и не ругается, когда на него мочится учёный. Тем более военные его готовы расстрелять как тех обезьян, заметив малейшие признаки агрессии.
В это же самое время Кайл оказывается на вывеске, плавающей в море мочи. До островка, где спаслись Стэн, Джимми, Баттерс и директор аквапарка, ему приходится плыть. Потом директор аквапарка изобретает способ спасения в открытии вентиля в подвале. «Кто из вас дольше задерживает дыхание?» — спрашивает он. Все смотрят на Кайла. Кайл нехотя соглашается нырять, но директор аквапарка говорит, что, для того чтобы выравнять давление на дне и в организме Кайла, ему нужно выпить 3 стакана мочи. Кайл отказывается, но все его уговаривают во имя спасения всех. Кайл всё выпивает, но тут появляются вертолёты «Чинук».
После эвакуации Кайл ругается и говорит, что больше мочи он ненавидит бананы. Военные заставляют съесть это «противоядие» всех ребят под угрозой оружия. Картман решает, что Конец Света всё-таки будет в 2012.

## Смерть Кенни
После мочеизвержения Кенни тонет в моче и плывёт вниз лицом. Таким его замечает Стэн, на что восклицает: «О, Господи, они убили Кенни!».

## Производство
Этот эпизод был последним в тринадцатом сезоне «Южного парка». Премьера произошла 18 ноября 2009 года в Соединённых Штатах на канале Comedy Central. Сценаристом и режиссёром серии был Трей Паркер. В этом эпизоде третий раз за тринадцатый сезон Кенни погибает. Инопланетянин был помещён в эпизод в рамках конкурса, объявленном на официальном сайте сериала, в котором зрители, которые нашли пришельца в эпизоде, могли участвовать в розыгрыше, победитель которого будет в анимированном виде участвовать в начальной заставке мультсериала.
На следующий день после премьеры эпизода на официальном сайте мультсериала появились в продаже 3 вида футболок и толстовок с капюшоном на основе сцен из эпизода. Первый вариант изображает Баттерса рядом с лужей мочи, который говорит «1 из 3 людей признаётся, что мочится в бассейне». Второй — показывает Картмана, и его цитату из эпизода «Твой мир холодный и лишённый всякой человечности». Третий — изображает Стэна, Картмана, Кайла и Кенни в плавках перед логотипом аквапарка «Пипи».

## Пародии
- Эпизод является пародией на жанр фильмов-катастроф, который уже был спародирован в предыдущих эпизодах,[1][6] например, в «Пандемии», который был пародией на фильм «Монстро» и «За два дня до послезавтра», где пародировалась кинокартина «Послезавтра».[6]
- Эпизод имеет большое количество отсылок к фильму «2012», который был выпущен всего за несколько дней до премьеры эпизода. Уничтожение парка аттракционов от цунами мочи ссылается на разрушение исторических памятников в «2012»,[1][6] и других подобных фильмах-катастрофах Роланда Эммериха, режиссёр фильмов «2012», «День независимости» и «Послезавтра».
- Сцена, в которой Кайл вынужден выпить 3 чашки мочи с целью выравнять внутренние и внешнее давление мочи, является пародией на сцену в фильм «Бездна», где главный герой наполняет свои лёгкие особой жидкостью, позволяющей дышать и выдерживать огромные давления окружающей воды.
- В толпе спасателей можно заметить Стивена МакКэффри — персонажа-пожарного из фильма «Обратная тяга», роль которого исполнил Курт Рассел.
- В конце серии, когда в аквапарк прилетают вертолёты со спасателями — Рэнди Марш машет Стэну, держа в руках маленький красный ботиночек. Это отсылка к фильму «Живые» об авиакатастрофе в Андах.
- В начале серии на фоне можно увидеть магазин AKIA, это явная отсылка к магазину IKEA.
- Эпизод включает несколько ссылок на предсказание о конце света 2012 года[6][7].

## Критика и отзывы
В премьерный показ 18 ноября 2009 года, эпизод смотрели 2,87 миллиона телезрителей, по данным Nielsen ratings, что делает его самым популярным кабельным шоу этой ночью. Эпизод получил в целом смешанные отзывы. Журналист «If Magazine» Карл Кортез, который критически отозвался о второй половине тринадцатого сезона, сказал, что «Моча» является одним из лучших эпизодов сезона и включал в себя несколько «классических моментов „Южного парка“». Рамси Излер из «IGN» называет сцены с работниками кризисного центра прекрасной пародией. Он похвалил Кайла в финальной сцене, а также то, что South Park нашёл новый ход — буквальный «туалетный юмор», показывая реки и цунами мочи. Шон О’Нил из «AV Club» сказал, что расизм в эпизоде был слишком оскорбительным, а не ироничным.

## Факты
- Хотя в этом эпизоде Кенни остаётся без своей парки довольно долгое время, его лицо так и не удаётся разглядеть. Сначала он сидит спиной, потом, когда уходит из кадра, его загораживает Картман, а потом Джимми. Во время фразы «Господи! Они убили Кенни!» он плывёт по моче лицом вниз. В начале серии он ходит в маске для плавания.
- В эпизоде «Лето — отстой» Картман идёт в бассейн учиться плавать; когда первоклашки мочатся в бассейн — это сразу видно, так как, видимо, используется спецсостав. В этом же эпизоде аквапарк работает без этого состава.
- Когда «нацменьшинства» вытаскивают Картмана из воды, то он достаёт блокнот и ручку неизвестно откуда.
- Появление инопланетянина: когда офицер говорит мальчикам съесть бананы — сзади стоит учёный. Далее учёный отошёл, и за ним можно было заметить инопланетянина, которому тоже вручили банан. Через секунду он исчезает.
- С противоядием приходят учёные из исследовательского центра СПИДа, которые появлялись в эпизоде «Проблема с гландами».
- Когда огромная волна мочи сбивает Статую Свободы видно, что статуя относительно небольшая. Однако, отвалившаяся и упавшая на землю голова статуи оказывается больше человеческого роста.